# Tony Kaye (musicista)
Tony Kaye, pseudonimo di Anthony John Selvidge (Leicester, 11 gennaio 1945), è un musicista britannico, il primo tastierista del gruppo rock progressivo Yes.

## Biografia

### Prima degli Yes
Kaye iniziò a studiare il pianoforte a 4 anni. A 12 anni suonava già in pubblico e si fece iscrivere alla School of Music di Londra, con l'aspirazione di diventare un pianista classico. A 15 anni scoprì il mondo del Dixieland e del jazz, oltre a essere affetto dal fenomeno della Beatlemania. Suonò dapprima in un gruppo jazz e poi (sempre all'età di 15 anni) entrò nella Danny Rogers Orchestra. Tre anni dopo smise definitivamente i suoi studi di musica classica.
Negli anni sessanta suonò con i Johnny Taylor's Star Combo e incise qualche singolo con i gruppi rock The Federals e Jimmy Winston & His Reflections (noti anche come "Winston's Fumbs and Bittersweet").
Suona nel gruppo Circa con Billy Sherwood, altro componente degli YES.

### Primo periodo con gli Yes
Nel 1968 Kaye fu invitato dal bassista Chris Squire a entrare in un gruppo chiamato Mabel Greer's Toyshop, insieme a Jon Anderson (voce), Peter Banks (chitarra) e Bill Bruford (batteria). Questa formazione, dopo aver mutato il proprio nome in Yes, incise i due album Yes (1968) e Time and a Word (1969). Nel 1970, con Steve Howe che aveva sostituito Banks alla chitarra, gli Yes incisero il loro primi album di grande successo, The Yes Album e Fragile. Il brano di apertura, Yours Is No Disgrace (rimasta poi un classico del repertorio Yes) fu la prima ad annoverare Kaye fra i compositori.
Dopo un ultimo concerto al Crystal Palace, nella metà 1971 a Kaye fu chiesto di lasciare il gruppo. Fra i supposti motivi di questo licenziamento sono stati citati qualche litigio con Anderson (con cui Kaye condivideva la stanza in tour) e qualche disputa con Howe circa gli assoli dei nuovi brani. Quando fu licenziato, Kaye aveva già iniziato a suonare in alcuni brani che sarebbero apparsi sul successivo album degli Yes, Fragile. Fu Kaye a comporre tutte le partiture al pianoforte di alcuni brani di Fragile, come ad esempio Heart Of The Sunrise, che poi, come ovviamente quelle di tutti gli altri brani del disco, vennero eseguite dal suo sostituto Rick Wakeman.

### Altri gruppi
Per tutti gli anni settanta gli Yes continuarono, per vari motivi, a cambiare tastierista (prima Rick Wakeman, poi Patrick Moraz, poi ancora Wakeman, poi Geoff Downes).
Nel frattempo, Kaye partecipò a diversi altri progetti. Nel 1972 suonò sul primo album dei Flash di Peter Banks; poi formò un proprio gruppo, i Badger, insieme al bassista David Foster (che, per strana coincidenza, aveva suonato in un gruppo chiamato The Warriors insieme a Jon Anderson e aveva contribuito a scrivere alcuni brani del primo periodo degli Yes). I Badger pubblicarono solo due album: One Live Badger (1973), con il contributo dello stesso Anderson) e White Lady (1974). Nel frattempo, nel 1975, venne pubblicata una raccolta degli Yes dal titolo Yesterdays, che contribuì a ricordare al pubblico il ruolo di Kaye nei primi anni di attività del gruppo.
Negli anni 1975 e 1976 Kaye suonò in tour con David Bowie, per poi fondare un nuovo gruppo, questa volta funky: i Detective. I Detective pubblicarono tre album: Detective (1977), It Takes One To Know One (1978) e Live (1979).
Nel 1981, trasferitosi a Los Angeles, Kaye entrò per breve tempo nei Badfinger. In quel periodo incontrò casualmente Chris Squire a una festa, e fu invitato a unirsi a un gruppo che Squire stava formando dopo lo scioglimento degli Yes, i Cinema.

### Secondo periodo con gli Yes
I Cinema iniziarono a preparare una serie di brani composti principalmente dal chitarrista Trevor Rabin. Nelle ultime fasi della preparazione dell'album, Jon Anderson fu invitato a partecipare al progetto e il gruppo cessò di chiamarsi "Cinema" e divenne una nuova incarnazione degli Yes, con Kaye nuovamente alla tastiere. Kaye dovette abbandonare le ultime fasi delle registrazioni per un cedimento nervoso, che costrinse Rabin a suonare anche qualche parte di tastiera. Comunque, gran parte delle tastiere dell'album 90125 (uno dei più grandi successi commerciali della storia degli Yes, pubblicato nel 1983) sono opera di Kaye, che suonò anche in tutto il tour trionfale che seguì.
Kaye suonò anche in Big Generator (1987). Nel frattempo, tentò anche di realizzare un album solista per l'etichetta new age Cinema Records (che aveva appena prodotto Seen on Earth di Pete Bardens). Nella stessa collana di dischi si può trovare anche l'album Human Interface dell'altro ex Yes Patrick Moraz, nel quale si annuncia l'uscita proprio del disco mai ultimato di Tony Kaye. Questa notizia era riportata nella versione in vinile del disco insieme ad altri annunci di prossime uscite. In un'intervista su Keyboard Magazine del 1991, tuttavia, Kaye affermò che il materiale che aveva prodotto era musica di sottofondo a cui mancava un cantante. Poco tempo dopo il progetto fu definitivamente abbandonato, nel 1988 dopo il tour promozionale di Big Generator gli Yes ebbero una battuta d'arresto in seguito all'abbandono di Anderson, unitosi ai membri del periodo classico degli Yes per formare gli Anderson Bruford Wakeman Howe (ABWH). Nel 1991 Yes e ABWH si fusero, dando vita a un gruppo di otto membri che includeva sia Kaye che Wakeman alle tastiere. Il gruppo realizzò l'album Union nello stesso anno, e iniziò un altro grande tour. Pare che nel periodo di Union Kaye abbia scritto diversi brani con il batterista Alan White, mai pubblicati (e forse neppure mai registrati).
Nel 1994, tornati a una formazione a cinque elementi (White, Squire, Anderson, Kaye e Rabin) gli Yes pubblicarono Talk, per il quale Kaye fece anche da coproducer con Rabin e da ingegnere del suono. Sebbene nell'album Kaye suonasse solo lo Hammond, nel tour che seguì il lavoro di Kaye fu molto apprezzato dai fan e dai critici, e rappresenta forse uno dei momenti migliori della sua carriera con gli Yes. L'album, per motivi principalmente legati alla scarsa promozione da parte della casa discografica, fu un insuccesso e fu per queste motivazioni che Kaye abbandonò poco dopo la fine del tour a metà del 1994, qualche anno dopo anche Trevor Rabin lo seguì . Kaye si offrì di continuare a lavorare con gli Yes dietro le quinte (nella pubblicità e nel management), ma non se ne fece nulla.
Nel 1995 fu pubblicato un album di registrazioni inedite degli Yes dei primi anni, curato da Peter Banks col titolo Something's Coming: The BBC Recordings 1969-1970. Kaye suona la tastiera in tutti i brani.
Dal 2017/18 Kaye partecipa al tour degli Yes suonando nella parte finale del concerto come ospite d'onore.
Il 10 settembre 2021 esce "End of innocent", primo e ad oggi unico album solista, dedicato alla tragedia dell'attentato alle torri gemelle.

### Altre attività
Per qualche tempo, Kaye fu fidanzato con la figlia di Squire. Oltre alla musica, si è dedicato a diversi progetti, inclusa un Night Club/Ristorante/Pizzeria a New York insieme al suo amico Sal Lo Sauro. Ha fatto causa agli Yes per alcune royalties dovute e non pagate, e per ottenere di essere riconosciuto come coautore di alcuni dei brani dei primi due album. Negli anni, ha diverse volte annunciato di avere altri progetti musicali in corso (colonne sonore, collaborazioni con altri artisti, un album solista con cantanti vari, un album strumentale) ma non è dato sapere se questo materiale sia mai stato realmente realizzato o inciso.
Negli ultimi anni Tony Kaye ha partecipato a vari progetti tra cui il complesso degli Yoso composto da ex membri degli Yes come Billy Sherwood e altri dei Toto, pubblicando un album che contiene parti registrate live e altre canzoni registrate in studio con pezzi proposti dal vivo degli stessi Yes e Toto. Ha partecipato inoltre ad un album tributo all'opera The Wall dei Pink Floyd dove sono presenti molti tra i migliori musicisti in circolazione e tra questi compaiono alcuni membri degli Yes come Chris Squire e Alan White oltre che a Steve Howe e Geoff Downes e Billy Sherwood anche produttore del progetto. Tra gli altri anche Tony Levin, Keith Emerson e David Bowie.
Si è esibito dal vivo anche come duo insieme a Billy Sherwood. Fa parte anche del gruppo fondato da Alan White.
Nel 2013 è stato in tour con William Shatner (l'attore che interpreta il Capitano Kirk in Star Trek nella serie originale) e i Circa per suonare l'album Pound the Mistery, pubblicato dallo stesso Shatner.

## Discografia
Con gli Yes:
- Yes - (1968)
- Time and a Word - (1969)
- The Yes Album - (1971)
- 90125 - (1983)
- 9012Live: The Solos
- Big Generator - (1987)
- Union - (1991)
- Talk - (1994)

Da solista:
- End of Innocent - (2021)
- [Badger] One live Badger
- Yoso